# Kurt Moeschter
Fritz Hermann Kurt Moeschter (ur. 28 marca 1903 w Berlinie, zm. 26 czerwca 1959 w Düsseldorfie) – niemiecki wioślarz, złoty medalista olimpijski. 
Wystąpił na igrzyskach olimpijskich w Amsterdamie w 1928 roku, gdzie wspólnie z Bruno Müllerem zdobył złoty medal w dwójkach bez sternika. W finale o 2,4 sekundy wyprzedzili Brytyjczyków Terence'a O’Briena i Roberta Nisbeta. Był to jego jedyny start olimpijski.
Trzykrotnie zdobywał mistrzostwo kraju w dwójkach bez sternika, w latach 1927, 1928 i 1929. Ponadto w 1928 zwyciężył również w czwórkach bez sternika, a rok wcześniej był w tej konkurencji trzeci. Po zakończeniu kariery pracował jako trener.